# Bolosauridae
I bolosauridi (Bolosauridae) sono una famiglia di rettili estinti, vissuti nel Permiano inferiore e medio (280-260 milioni di anni fa). I loro resti fossili sono stati rinvenuti in Nordamerica, in Russia e in Germania. Tra i bolosauridi vi furono i più antichi vertebrati bipedi.

## "Lucertole" erbivore
Questi piccoli rettili, poco più grandi delle lucertole, sono classificati nel gruppo degli anapsidi, i più primitivi fra tutti i rettili, generalmente sprovvisti di finestre temporali. I bolosauridi, comunque, possedevano una "finestra" lunga e bassa nella parte posteriore del cranio, probabilmente per ospitare potenti muscoli masticatori. Questi animali erano erbivori, come si denota dai denti bulbosi e forti. La testa dei bolosauridi era corta e robusta. 

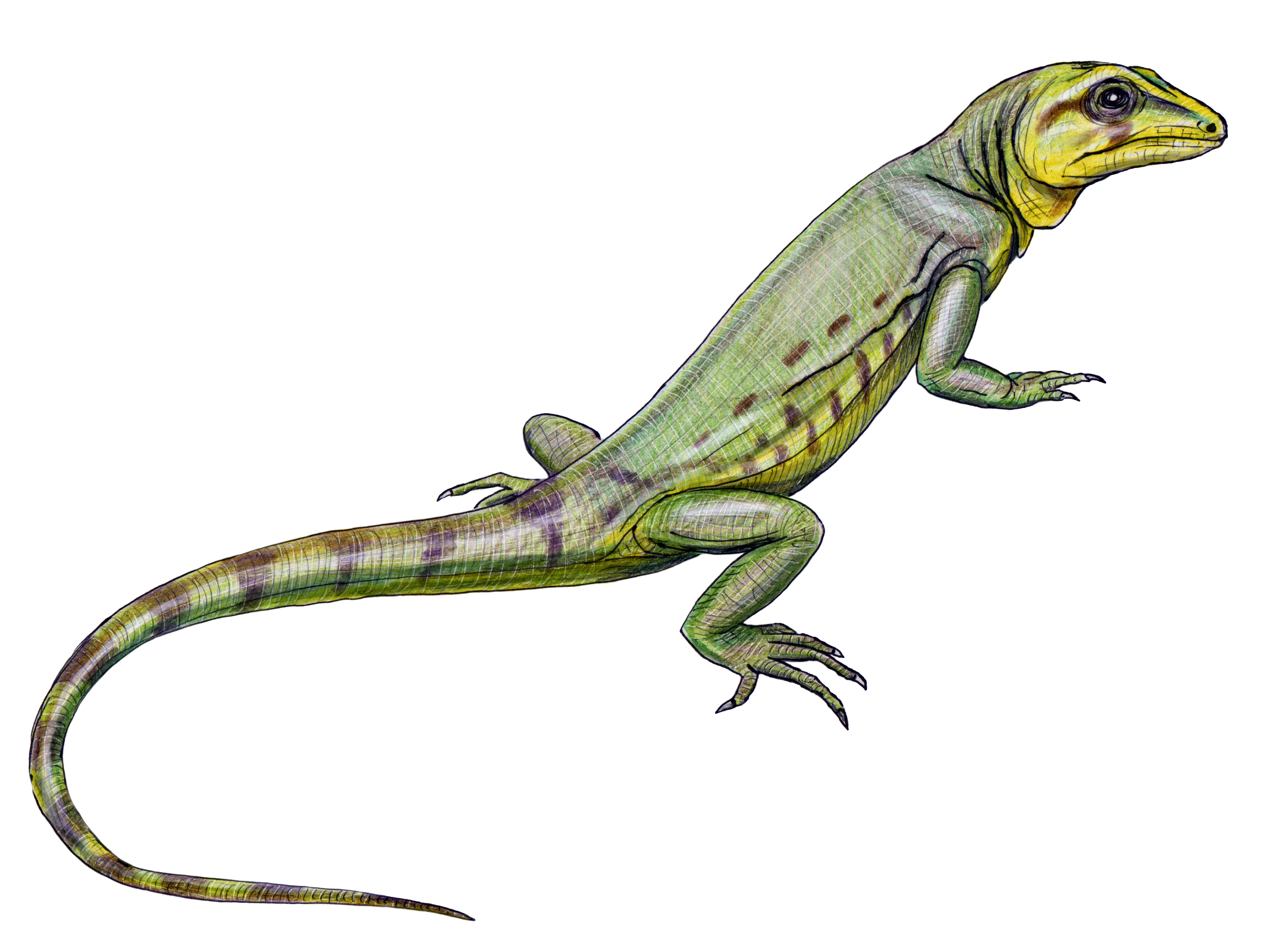
Ricostruzione di Bolosaurus

## I più antichi bipedi
Nel 2000 è stata descritta una specie di bolosauride apparentemente bipede, Eudibamus cursoris. Il fossile, proveniente dalla Germania, presenta zampe posteriori estremamente allungate: questo animale è il più antico bipede di cui si abbia notizia, anche se non è sicuro se Eudibamus si spostasse correndo o piuttosto saltando. In ogni caso, queste antiche creature rappresentano il primo tentativo verso una piena bipedalità da parte di un vertebrato. 

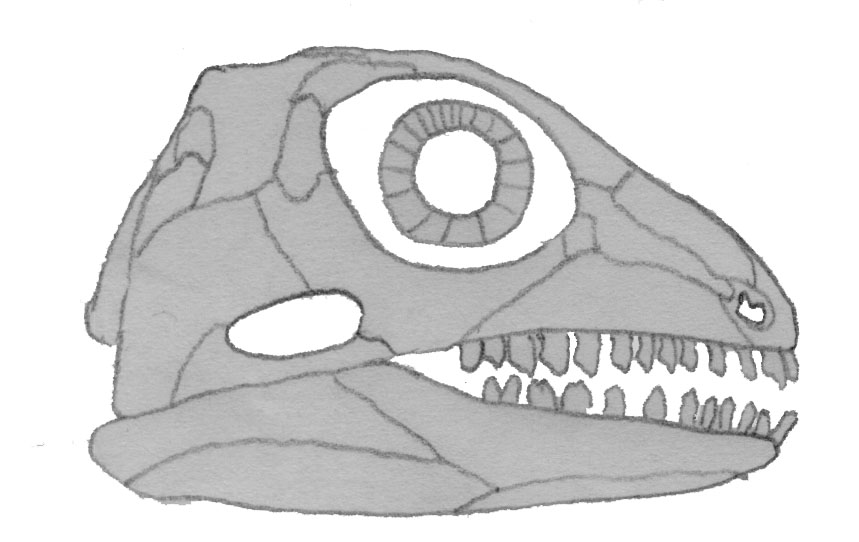
Ricostruzione del cranio di Bolosaurus

## Un palato secondario
La recente ridescrizione dell'anatomia cranica della specie Belebey vegrandis ha portato alla luce nuove informazioni per la filogenia del gruppo. In particolare, la regione del palato ampiamente modificata indica la presenza di un palato secondario pienamente funzionante. Sembra che i bolosauridi appartenessero a un gruppo composto anche dai pareiasauri, dai procolofoni e da altre forme meno note come Macroleter. Tutte queste forme, però, appaiono solo nel Permiano superiore, svariati milioni di anni dopo la scomparsa degli ultimi bolosauridi.